# 久保田暁一
久保田 暁一（くぼた ぎょういち、1929年5月22日 - 2016年6月15日）は、日本の文芸評論家。
滋賀県生まれ。滋賀大学卒。高校教師、中部女子短期大学教授を務めた。同人誌『滋賀作家』代表。キリスト教文学を論じた。

## 著書
- 『青春の探究 愛と真実に生きるために』文理書院 緑の新書 1961
- 『若ものの思想入門 その求め方考え方 学習講座』文理書院 1970
- 『湖のほとりにて　愛と連帯のドキュメント』白川書院 1971
- 『愛と創造の倫理 内と外とのたたかい』関西書院 1973
- 『キリスト教と文学』昭森社 1977
- 『キリスト教文学の可能性 久保田暁一第二文芸評論集』だるま書房 1979
- 『波濤 近藤重蔵とその息子』サンブライト出版 1981　「北方探検の英傑近藤重蔵とその息子」PHP文庫
- 『だるま通信20年 ある愚直な教師のエッセイ』だるま書房 1988
- 『愛と証しの文学 三浦綾子の人と作品 文芸評論』だるま書房 1989
- 『近代日本文学とキリスト者作家』和泉書院 和泉選書 1989
- 『椎名麟三とアルベエル・カミュの文学 その道程と思想の異質点』白地社 1991
- 『日本の作家とキリスト教 二十人の作家の軌跡』朝文社 1992
- 『小野組物語 異色の近江商人』かもがわ出版 1994
- 『わがふる里近江の湖西』サンライズ印刷出版部 1994
- 『戦国の近江と水戸 浅井長政の異母兄とその娘たち』サンライズ印刷出版部 別冊淡海文庫 1996
- 『三浦綾子の世界 その人と作品』和泉書院 1996
- 『外村繁の世界』サンライズ出版 別冊淡海文庫 1999
- 『「お陰さまで」三浦綾子さん100通の手紙』小学館文庫　2001
- 『中江藤樹 道に志し孝を尽くし徳を養う生き方』致知出版社 2006
- 『三浦綾子の文学』だるま書房 2011

## 参考
- 『文藝年鑑』2010
- [ISBN 978-4-09-402187-5]